# Tengiz Kitovani
Tengiz Kitovani (en georgiano: თენგიზ კიტოვანი; Tiflis, RSS de Georgia, 9 de junio de 1938-13 de noviembre de 2023) fue un político y jefe militar georgiano y soviético, con una gran implicación en la Guerra Civil Georgiana a principios de la década de 1990, cuando mandó la Guardia Nacional de Georgia y fue Ministro de Defensa hasta ser apartado gradualmente del poder por Eduard Shevardnadze, que había sido previamente invitado a liderar el país después del éxito del golpe de Estado encabezado por Kitovani y sus aliados contra el presidente Zviad Gamsajurdia.

## Primeros años
Nació en Tiflis, y se graduó en la Academia de Arte de la ciudad, y enseñó en una escuela secundaria en la localidad de Tetritsqaro, y luego trabajó como pintor principal entre 1967 y 1969 en la Oficina Estatal de Anuncios de Tbilisi.
Kitovani entró en política nacional a principios de la década de 1990, cuando el movimiento independentista llegó a su clímax en la entonces RSS de Georgia. Elegido para el Consejo Supremo de la República de Georgia el mismo año, fue un estrecho socio de Zviad Gamsajurdia, el disidente de la era soviética que fue nombrado presidente del Presidium del Consejo Supremo y en la práctica, presidente de Georgia en 1991. En diciembre de 1990, Gamsajurdia decretó la creación de la Guardia Nacional de Georgia y nombró a Kitovani su jefe. Sin embargo, ambas personalidades chocaron en agosto de 1991, cuando Gamsajurdia lo destituyó de jefe de la Guardia Nacional. Kitovani acusó a Gamsajurdia de intentar disolver la Guardia Nacional, y que esto lo hizo por orden de los golpistas de Moscú que habían tomado el poder brevemente en la URSS, aunque nunca mostró los documentos probatorios que dijo poseer.
Kitovani no aceptó la destitución y abandonó Tiflis con la mayoría de sus tropas, atrincherándose en las gargantas de Rkoni. Eso fue el principio del final para Gamsajurdia, debido a que su inflexible política forzó a muchos de sus antiguos partidarios a pasarse a la oposición.

## Golpe de Estado y guerra civil
La confrontación entre las facciones pro y anti Gamsajurdia rápidamente degeneró en una serie de ataques y enfrentamientos armados, y Kitovani se unió al ex primer ministro de Gamsajurdia, Tengiz Sigua y al líder paramilitar Dzhaba Ioseliani, para iniciar un violento golpe en diciembre de 1991. Tanto Ioseliani como los partidarios de Gamsajurdia, así como observadores independientes, denunciaron que Kitovani alquiló tropas soviéticas/rusas acantonadas en Tiflis par unirse al ataque contra el gobierno.
Gamsajurdia fue forzado a marchar al exilio el 6 de enero de 1992, y los líderes del golpe en marzo de 1992 invitaron al exministro de Exteriores soviético Eduard Shevardnadze para encabezar el gobierno provisional después del golpe, el Consejo de Estado. como resultado de los arreglos de repartición de poderes entre Ioseliani, Kitovani, Sigua y Shevardnadze, Kitovani siguió siendo el jefe de la Guardia Nacional de Georgia y retuvo una considerable influencia en la toma de decisiones. En mayo de 1992, Shevardnadze nombró a Kitovani Ministro de Defensa en un esfuerzo para poner bajo control central a la Guardia Nacional. Sin embargo, tanto Kitovani como Ioseliani fueron reacios a ceder poder a Shevardnadze y tendieron a realizar acciones unilaterales, por lo que con frecuencia entraban en conflicto.
La primera y más conocida de las acciones unilaterales fue la tomada por Kitovani durante la planificada operación militar contra los partidarios de Gamsajurdia, que habían formado bolsas de resistencia armada en Georgia occidental, y habían tomado a funcionarios gubernamentales como rehenes. En la noche del 13 de agosto de 1992, las fuerzas de Kitovani entraron en la República Autónoma de Abjasia, cuyos líderes habían dado una serie de pasos para la secesión de Georgia, y con el objetivo de detener los sabotajes a los ferrocarriles en la región realizados por los partidarios de Gamsajurdia. Sin embargo, esta operación y manifestación de fuerza, que consiguió la liberación de los rehenes, Kitovani, actuando muy probablemente a iniciativa propia, atacó la capital de Abjasia, Sujumi, y forzó a los líderes abjasios a huir de la ciudad.
Shevardnadze intentó que Kitovani retirase las tropas de Abjasia y que el país se viese involucrado en una guerra de trece meses, en la que Georgia perdería el control de casi toda Abjasia. Otra versión de los hechos, que circuló con frecuencia en Georgia, afirmaba que Rusia, que apoyaba a Abjasia, instigó a Kitovani a lanzarse al conflicto, así como prometió apoyarle en sus ambiciones de poder en Georgia una vez terminada con éxito la operación. Con posterioridad, Shevardnadze avusó a Kitovani de provocar un conflicto armado en Abjasia, afirmando que Kitovani desobedeció sus órdenes y avanzó con sus tropas hacia  Sujumi. Sin embargo, Kitovani acusó a Shevardnadze de impedirle de continuar la ofensiva de Sujumi con un ataque a la fortificación abjasia de Gudauta, base militar rusa que aprovisionaba a las fuerzas secesionistas con instructores y municiones. El sucesor de Shevardnadze en la presidencia de Georgia, Mijeíl Saakashvili, también acusó a Kitovani de ser un "Agente ruso" y lo culpó de haber perdido Abjasia.

## Conflicto con Shevardnadze
Kitovani durante la guerra de Abjasia desarrolló un centro de poder que rivalizaba con Shevardnadze y en varias ocasiones desafió a Shevardnadze en temas de defensa, en ese momento jefe del estado, afirmando que debía dedicarse solo a la política exterior. Kitovani se presentó como candidato en las elecciones parlamentarias de Georgia el 11 de octubre de 1992, y fue elegido por Bolnisi. En vísperas de las elecciones, Shevardnadze intentó reemplazarlo como Ministro de Defensa por un soldado profesional, el general Anatoli Kamkamidze, pero no lo consiguió. Entre persistentes rumores que estaba planeando un nuevo golpe militar, Kitovani fue forzado a dimitir en mayo de 1993, aunque un protegido suyo, Gia Karkarashvili, fue nombrado en su lugar, con lo que aún retuvo parcialmente el poder, de acuerdo con los rumores que se esparcieron por Tiflis, por medio del control sobre la "mafia georgiana de la energía", y sus ·relaciones especiales" con el ministro de Defensa ruso Pavel Grachev.
Sin embargo, Shevardnadze pudo capitalizar la derrota militar para quebrar a los grupos paramilitares, y finalmente a sus líderes. Después de haber aplastado la rebelión pro-Gamsajurdia con la ayuda rusa en diciembre de 1993, Shevardnadze pudo consolidar su poder en detrimento de Kitovani y Ioseliani en la política de seguridad nacional.
Después de pasar Kitovani una temporada en Rusia, volvió a Tiflis, y junto a Tengiz Sigua y Boris Kakubava, líder de la facción de Georgianos Étnicos de Abjasia, fundó el Frente Nacional para la Liberación de Abjasia en otoño de 1994.
El 13 de enero de 1995, Kitovani con el apoyo de Tengiz Sigua, lideró una fuerza de unos 700 hombres con armas ligeras y marcharon contra Abjasia. Fueron detenidos por la policía georgiana. Kitovani fue jugzado por organizar una fuerza armada ilegal y sentenciado a ocho años de prisión en octubre de 1996. Después de cumplir cuatro de sus ocho años, fue indultado por Shevardnadze el 22 de mayo de 1999 por motivos médicos.

## El exilio
Kitovani vivió en Moscú desde donde criticó duramente al gobierno de Shevardnadze en varias ocasiones. En febrero de 2002, hizo unas declaraciones escandalosas sobre el misterioso suicidio de Nugzar Sajaia, un aliado de Shevadnadze y muy influyente Presidente del Consejo de Seguridad Nacional, diciendo que Sajaia era homosexual y había ordenado el asesinato del periodista Giorgi Sanaia en 2001. Un año después, Kitovani acusó a Shevardnadze de estar detrás de los asesinatos de Kaji Asatiani, un empresario y antigua estrella del fútbol. Kitovani también apoyó las acusaciones rusas sobre 700 guerrilleros chechenos habían pasado el invierno en Georgia, en la garganta de Pankisi. En posteriores declaraciones afirmó que el general ruso Gennady Shpigun, secuestrado y asesinado en Chechenia en 1999/2000, fue de hecho mantenido cautivo y asesinado en el Pankisi, y luego traído su cuerpo al sur de Chechenia. Georgia rechazó todas estas afirmaciones.
El fiscal general georgiano, Nugzar Gabrichidze acusó que Kitovani había estado en estrecho contacto con los veteranos de la Guardia Nacional que organizaron un fallido motín el 23 de marzo de 2003. Kitovani negó cualquier relación con el amotinamiento.